# Глен Монтеги
Глен Монтеги (фр. Glaine-Montaigut) насеље је и општина у централној Француској у региону Оверња, у департману Пиј де Дом која припада префектури Клермон Феран.
По подацима из 2011. године у општини је живело 530 становника, а густина насељености је износила 41,02 становника/km². Општина се простире на површини од 12,92 km². Налази се на средњој надморској висини од 365 метара (максималној 531 m, а минималној 326 m).

## Демографија
| 1962. | 1968. | 1975. | 1982. | 1990. | 1999. | 2011. |
| ----- | ----- | ----- | ----- | ----- | ----- | ----- |
| 427   | 391   | 352   | 397   | 421   | 482   | 530   |

График промене броја становника у току последњих година